# Bitza-Park

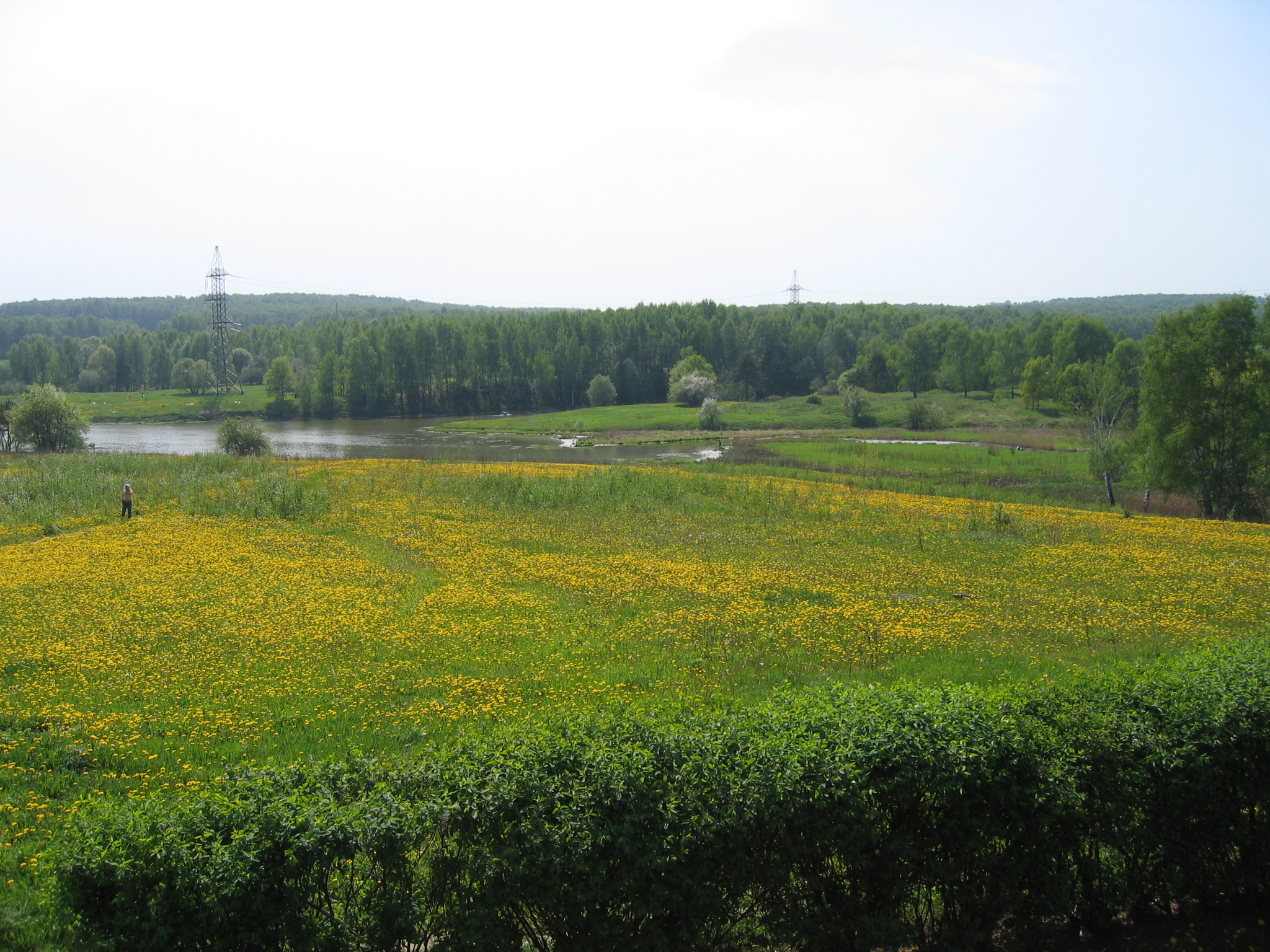
Ein Naherholungsgebiet im Bitza-Park

Der Bitza-Park (russisch Битцевский парк / Bitzewski Park) liegt am südwestlichen Stadtrand der russischen Hauptstadt Moskau und ist mit über 2200 Hektar Fläche das zweitgrößte Stadtwaldgebiet der Stadt nach dem Nationalpark Lossiny Ostrow. Namensgebend für den Bitza-Park ist der durch ihn fließende Bach Bitza aus dem Flusssystem der Moskwa.

## Lage

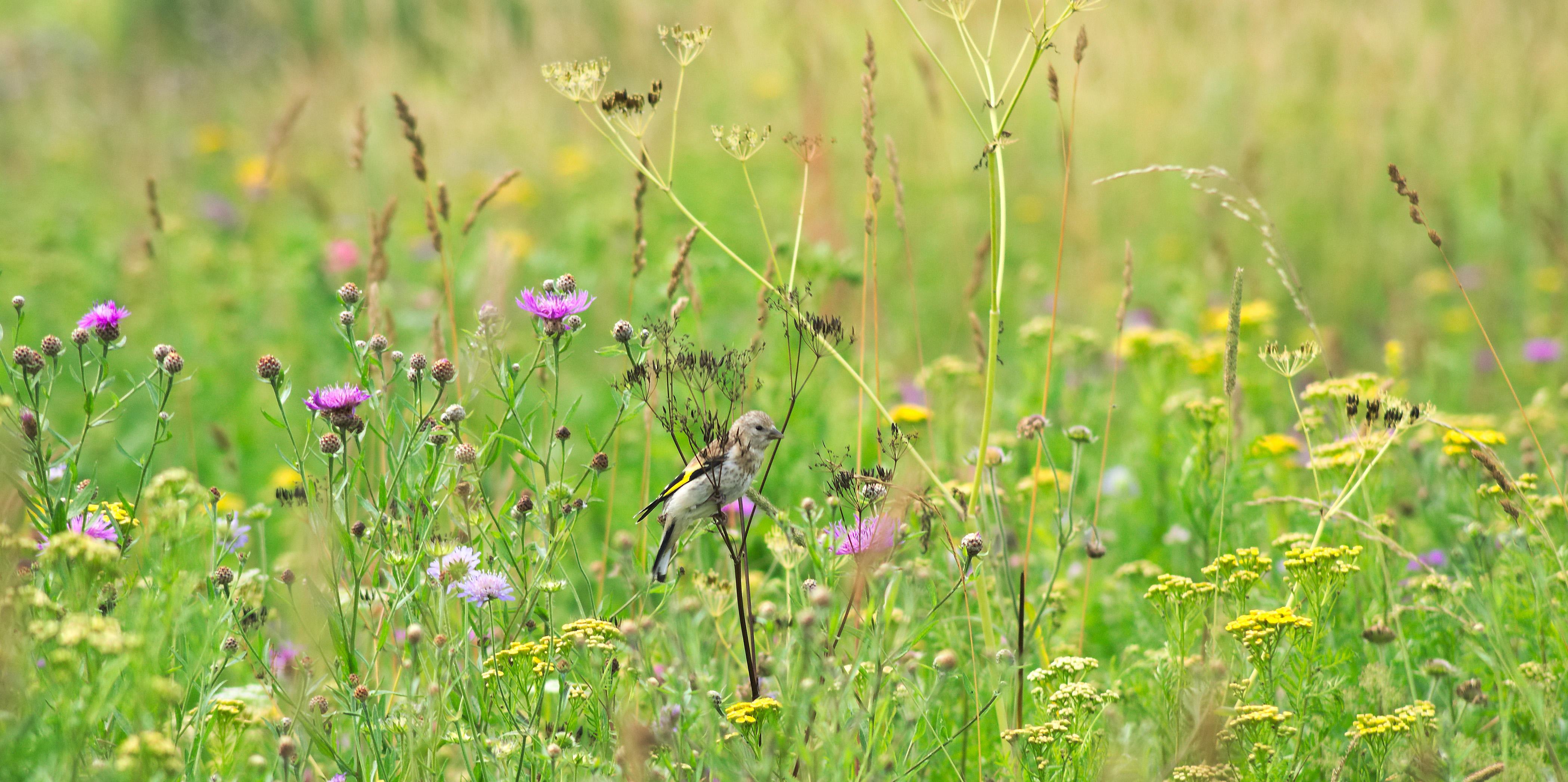
Blühende Wiese

Der Park liegt auf dem Gebiet des Südwestlichen Verwaltungsbezirks und erstreckt sich von den Wohngebieten des Stadtteils Sjusino im Norden bis zur Satellitensiedlung Butowo im Süden, in deren Nähe er vom Autobahnring MKAD zerschnitten wird. Östlich des Parks liegt der Stadtteil Tschertanowo und westlich hiervon die Wohnquartiere Beljajewo, Tjoply Stan und Jassenewo. Im letzteren befindet sich seit 1990 auch die Metrostation Nowojassenewskaja (Bitzewski Park), die unmittelbar an den Park angrenzt.

## Sehenswertes

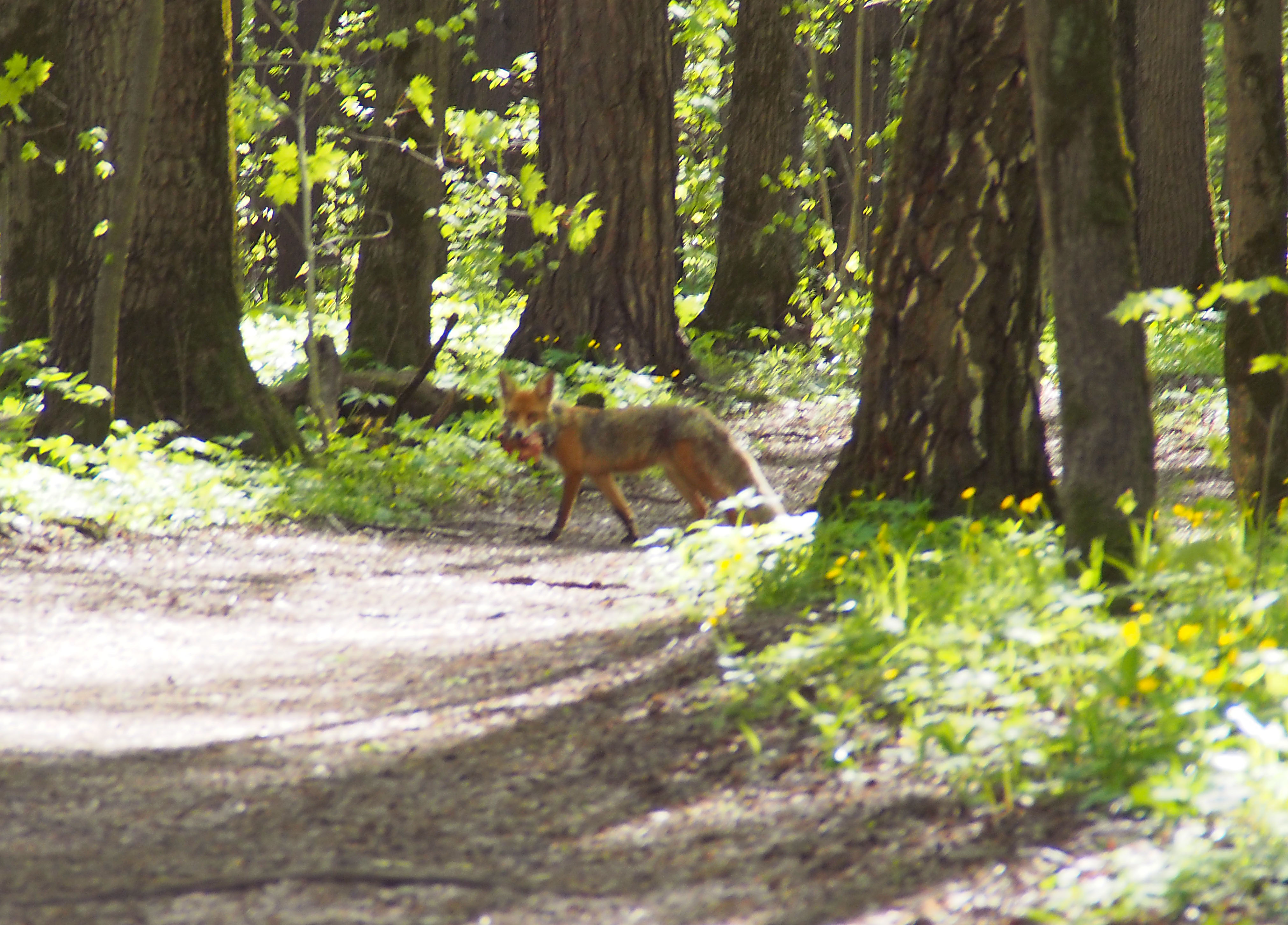
Fuchs mit Beute auf dem Bitsevskaya-Pfad

Aufgrund seines vergleichsweise reichhaltigen Bestandes an Pflanzen und Tieren steht der Bitza-Park unter Naturschutz. Für Moskauer Verhältnisse recht ungewöhnlich ist die in ihm vorzufindende Vielfalt an Landschaftsformen, die nicht nur ausgedehnte Waldflächen verschiedenen Typs, sondern auch eine Vielzahl kleinerer Gewässer, Schluchten und Erhebungen beinhaltet. Auch bietet der Wald Tierarten Lebensraum, die auf dem Moskauer Stadtgebiet ansonsten meist rar sind. Hierzu gehören diverse Nagetiere, Hasen, Füchse, Wiesel sowie – wenn auch nur noch sehr selten – das Hermelin, das Wildschwein und der Elch; darüber hinaus brüten hier rund 80 Vogelarten.
Des Weiteren liegen im Park auch mehrere architektonische Denkmäler, insbesondere die alten Landschlösser Uskoje, Jassenewo und Snamenskoje-Sadki aus dem 18. und 19. Jahrhundert. Auf dem Gebiet des Parks wurden außerdem eine Reihe von Hügelgräbern aus dem 11. oder 12. Jahrhundert gefunden, die auf die damalige Besiedelung des Gebietes durch die Wjatitschen hinweisen.

## Trivia
Im Rahmen der Olympischen Sommerspiele 1980 wurden im Park Teile des Modernen Fünfkampfs sowie das Vielseitigkeitsreiten ausgetragen.
In den 1980er-Jahren gab es Pläne, den Moskauer Zoo auf ein Gelände innerhalb des Bitza-Parks zu verlegen, die jedoch später verworfen wurden. Im Zusammenhang mit diesen Plänen erhielt die Metrostation Bitzewski Park bei ihrer Errichtung einen zweiten, östlichen Ausgang, der nahezu unmittelbar in den Wald hinein führt. Als die Pläne scheiterten, wurde dieser Ausgang mangels Nutzung geschlossen. Das ungenutzte, verschlossene Außenvestibül steht jedoch bis heute.
In jüngster Zeit geriet der Park mehrfach in Schlagzeilen im Zusammenhang mit dem Serienmörder Alexander Pitschuschkin, der auf dem Gebiet des Parks in den Jahren 1992 bis 2006 mutmaßlich bis zu 61 Menschen erschlagen hat. Dies brachte ihm in der lokalen Presse auch den Spitznamen Bitza-Killer.